# Sant Joan Pau II del Parc Ducup
La capella de Sant Joan Pau II del Parc Ducup és la capella de la seu del bisbat d'Elna i Perpinyà, seu situada en el Parc Ducup, del terme comunal de la ciutat de Perpinyà, a la comarca del Rosselló, de la Catalunya del Nord.
Està situada a ponent de la ciutat i al nord del Mercat Internacional de Sant Carles.
Seu fins al 2010 dels seminaris diocesans del bisbat, el 2012 s'hi posà la primera pedra dels edificis nous de la seu del bisbat, i el 2013 aquest s'hi traslladava. Després s'hi va construir la capella, que va ser inaugurada el 2014.